# Amaury Nolasco
Amaury Nolasco Garrido (født 24. december 1970) er en puertoricansk skuespiller, bedst kendt for rollen som Fernando Sucre på Fox tv-serien Prison Break, og for sin rolle i Transformers. Han medvirkede i den kortlivede ABC tv-serie Work It som havde premiere den 3. januar 2012.